# Rafael Arce Zablah
Rafael Arce Zablah (español americano: ['sa.βla]; Usulután, 1951 - El Carmen, 1975), conocido como "Amílcar", fue un dirigente político salvadoreño de origen palestino.

## Biografía
Nació en el seno de una familia de clase media. Su padre, el coronel Rafael Arce, era oficial del Ejército salvadoreño. Realizó estudios de secundaria en el Liceo Salvadoreño, institución educativa en la que obtuvo el reconocimiento de Primer Bachiller en 1969. 
En 1970, junto a varios militantes de la Juventud Demócrata Cristiana y estudiantes universitarios, participó en la formación de "El Grupo", espacio de reflexión política que dio origen a la organización insurgente denominada Ejército Revolucionario del Pueblo (ERP), cuya primera acción pública se desarrolló en marzo de 1972.
En 1970, ingresó a estudiar Economía en la Universidad de El Salvador. En 1972, pasó a la clandestinidad como miembro de la dirección del ERP, participando en la organización de campesinos en la zona oriental de El Salvador, cuyas condiciones socioeconómicas consideraba idóneas para la creación de una estructura política militar.
Junto a su militancia clandestina, prosiguió sus estudios sobre la economía salvadoreña, con el objetivo de proporcionar insumos teóricos al movimiento revolucionario. En esa línea, publicó los documentos titulados "El Grano de Oro" (1973) y "El Fascismo y la Revolución Salvadoreña" (1974).
En mayo de 1975, se opuso a la condena del poeta revolucionario Roque Dalton, durante la discusión interna del caso en la dirección del ERP. 
El 26 de septiembre de 1975, cayó en combate, contra las fuerzas gubernamentales, en la villa de El Carmen, departamento de La Unión. Fue sepultado en secreto por sus compañeros de organización.

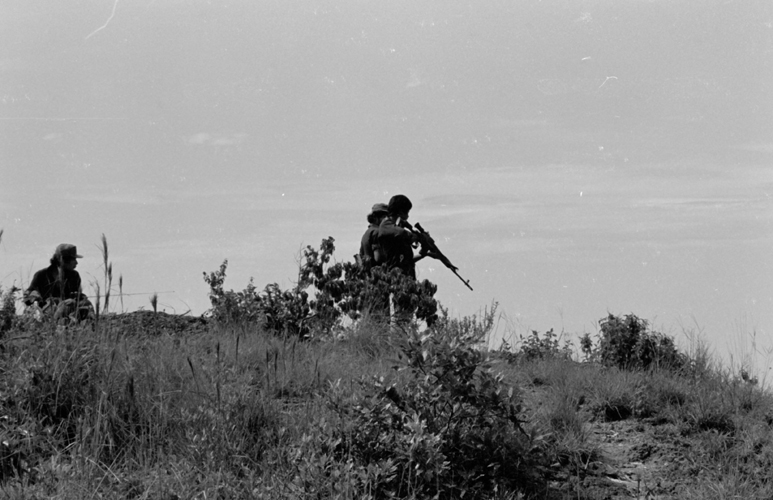
Fuerzas guerrilleras del ERP en el departamento de Morazán (Brigada Rafael Arce Zablah - BRAZ).

Entre 1982 y 1984, un agrupamiento de fuerzas guerrilleras del ERP en el departamento de Morazán fue nominado en su honor (Brigada Rafael Arce Zablah - BRAZ).
En septiembre de 1992, al finalizar la guerra civil de El Salvador, fue honrado con un funeral público.